# Minha Fama de Mau (filme)
Minha Fama de Mau é um filme brasileiro lançado em 2019, do gênero drama biográfico baseado na vida do cantor e compositor Erasmo Carlos.

## Sinopse
Na Tijuca dos anos sessenta, lutando e fazendo pequenos trabalhos, o jovem Erasmo Carlos possui uma grande paixão: o rock and roll. Fã dos artistas Elvis Presley, Bill Haley & His Comets, Chuck Berry, ele aprende a tocar violão e decide viver da música. Misturando seu talento e um pouco de sorte, ele conquista a admiração do apresentador de TV Carlos Imperial e através dele conhece Roberto Carlos, com quem começa a compor várias canções, a parceria se torna um sucesso e junto com Wanderléa eles ganham um programa de televisão chamado Jovem Guarda, onde são as atrações principais. Com todo o sucesso, Erasmo Carlos se torna o Tremendão, símbolo vivo do rock brasileiro.

## Elenco
- Chay Suede como Erasmo Carlos
- Gabriel Leone como Roberto Carlos
- Malu Rodrigues como Wanderléa
- Isabela Garcia como Diva Esteves
- Vinícius Alexandre como Tim Maia / Tião
- Bianca Comparato como Nara[1]
- Bruno De Luca como Carlos Imperial
- João Vítor Silva como Edson Trindade
- Felipe Frazão como Arlênio Lívio Gomes
- Paulo Machado como Billy Blanco
- Úrsula Corona como Martinha
- Gabz como Beatriz
- Hugo Bonemer como Bobby Darin[2]
- Gabriel Gracindo como Paulo Gracindo
- Paula Toller como Candinha
- Luca de Castro como Padrinho
- Marcelo Duque

## Prêmios e indicações
| Ano  | Prêmio                             | Categoria               | Indicados               | Resultado | Ref.        |
| ---- | ---------------------------------- | ----------------------- | ----------------------- | --------- | ----------- |
| 2020 | Grande Prêmio do Cinema Brasileiro | Melhor Roteiro Adaptado | L. G. Bayão, Lui Farias | Indicado  | [ 3 ] [ 4 ] |